# Franz B. Döpper
Franz B. Döpper (* im 20. Jahrhundert in München) ist ein deutscher Wirtschaftshistoriker, Sachbuchautor und Herausgeber, Professor und Ehrenpräsident des Verbandes Deutscher Wirtschaftshistoriker.

## Leben und Werk
Ab den 1980er Jahren verfasste Franz B. Döpper, teilweise gemeinsam mit „[...] Dr. h. c. Ursula Döpper“ und anderen in der Redaktion die Geschichtsreihe Deutsche Großstädte im Spiegel der Wirtschaftsgeschichte. Die Reihe erschien im Verlag Pro Historica, Gesellschaft für Deutsche Wirtschaftsgeschichte mit Sitz in Au in der Hallertau.
In der Reihe erschien beispielsweise der Band 2 unter dem Titel Hannover und seine alten Firmen erstmals 1985, gefolgt von einer zweiten, verbesserten Auflage im Jahr 1989 als DIN-A4 großes Werk mit mehr als 300 Seiten in dunkelrotem Kunstledereinband mit goldfarbenem Prägeeindruck. Gruß- und Vorworte für die erste Auflage des rund 100 hannoversche Firmenchroniken darstellende Werk im Festeinband, illustriert mit Schwarz-Weiß-Abbildungen, schrieb die damalige niedersächsische Ministerin für Wirtschaft und Verkehr Birgit Breuel, der seinerzeitige Oberbürgermeister der niedersächsischen Landeshauptstadt Herbert Schmalstieg, der damalige Oberstadtdirektor Hinrich Lehmann-Grube sowie der Ehrenpräsident des Verbandes Deutscher Wirtschaftshistoriker Professor Franz B. Döpper.

## Schriften
- Hans Franck (Hrsg.), Franz B. Döpper (Verf.): 100 Jahre Hans Franck. Entwicklungsgeschichte eines hamburgischen Tiefbauunternehmens. Pro-Historica, Gesellschaft für Deutsche Wirtschaftsgeschichte, Hamburg 1984, ISBN 3-89146-001-5.
- mit Ursula Döpper und M. von der Au (Red.): Hannover und seine alten Firmen. Pro Historica, Gesellschaft für Deutsche Wirtschaftsgeschichte, Hamburg 1985, ISBN 3-89146-002-3.
- mit Ursula Döpper und Robert Höber (Red.): Düsseldorf und seine alten Firmen. Pro Historica, Gesellschaft für Deutsche Wirtschaftsgeschichte, Hamburg 1985, ISBN 3-89146-003-1.
- Essen und seine alten Firmen. Verlag Pro Historica, Hamburg 1986, ISBN 3-89146-005-8.
- Köln und seine alten Firmen. mit einem Sonderdruck für die Firma Kölner Postversicherung V.V.a.G. (2 Blatt). Verlag Pro Historica, Hamburg 1986, ISBN 3-89146-004-X.
- 100 Jahre H. Bögel. 1887–1987. Pro Historica, Gesellschaft für Dt. Wirtschaftsgeschichte, Hamburg 1987.
- Nürnberg und seine alten Firmen. Pro Historica, Eching bei München 1988, ISBN 3-89146-007-4.
- Stuttgart und seine alten Firmen. (= Deutsche Großstädte im Spiegel der Wirtschaftsgeschichte. Band 11). Pro Historica, Eching bei München 1991, ISBN 3-89146-012-0.
- Frankfurt und seine alten Firmen. (= Deutsche Großstädte im Spiegel der Wirtschaftsgeschichte. Band 8). hrsg. vom Verband Deutscher Wirtschaftshistoriker e. V. Pro Historica, Au in der Hallertau 1991, ISBN 3-89146-011-2.
- 100 Jahre Grundeigentümer-Versicherung. Pro Historica, Au in der Hallertau 1991, ISBN 3-89146-001-2.
- München und seine alten Firmen. Unternehmen machen Geschichte. 1993, ISBN 3-89146-014-7.